# Хесус Сэаде Кури
Хесус Сэаде Кури (г. Мехико, 24 декабря 1946 г.) - экономист, дипломат и политик с большим опытом в области торговых переговоров и управления международными финансовыми кризисами. С 1 декабря 2018 года работает в качестве заместителя секретаря по Северной Америке Министерства иностранных дел (МИД) Мексики. 8 июня 2020 года д-р Сеаде был официально выдвинут правительством Мексики на должность генерального директора Всемирной торговой организации (ВТО).
За свою карьеру в области международной торговли в марте 2018 года он был приглашен тогдашним кандидатом в президенты Андресом Мануэлем Лопес  Обрадор в качестве его представителя в ведении переговоров по Североамериканскому соглашению о свободной торговле (НАФТА), которое в то время находилось в ведении правительства Энрике Пенья Ньето. Когда он приехал на эти переговоры в составе переходной команды избранного президента Лопеса Обрадора, после его избрания июля 2018 года, Сэаде внес значительный вклад в открытие переговоров и успешное заключение нового торгового соглашения, которое было справедливым и выгодным для его страны и которое укрепило содействие в его развитии в рамках взаимного уважения между странами-участницами.
Гражданин Мексики и Ливана, Посол Сэаде  в течение длительного времени проживал в Великобритании, Швейцарии, США, Гонконге, Китайской Народной Республике (КНР) и его родине Мексике, а также в течение года - между Францией и Бразилией, и тесно сотрудничал с должностными лицами и местными органами власти более чем в 70 странах Африки, Латинской Америки, Азии (включая Китай), Европы, Ближнего Востока и Северной Америки. Значительную часть своей карьеры он занимал руководящие должности в трех крупнейших глобальных экономических органах: Всемирный банк (ВБ), где в достаточно молодом возрасте отвечал за экономическую работу по Бразилии; Международный валютный фонд (МВФ), где отвечал за массированное списание задолженности 15 африканских стран и руководил работой по преодолению серьезных финансовых кризисов в Турции, Бразилии и Аргентине; и Всемирная торговая организация (ВТО), где он был ведущим участником переговоров, а затем содействовал достижению консенсуса в отношении трудного соглашения, на основании которого оно было заключено, и где был заместителем Генерального директора, и в настоящее время является кандидатом в Генеральную дирекцию.

## Профессиональная подготовка
С отличием окончил Национальный автономный университет Мексики (UNAM) по специальности "инженер-химик" и получил степень магистра и доктора экономических наук в Оксфордском университете (Англия) под руководством Джеймса Миррлиса (Нобелевская премия 1996 года). Был вторым студентом, завершившим за один год магистерскую программу, которая обычно длится два года. Его докторская диссертация посвящена оптимальной налоговой политике с учетом баланса эффектов на стимулы и распределение доходов. В течение последнего года учебы в Оксфордском университете он преподавал курс "Микроэкономика" в магистратуре и опубликовал статью, которая продолжает оставаться общепризнанным справочником в этой области.

## Опыт работы
Всемирный банк
С 1986 по 1989 год работал во Всемирном банке в качестве главного экономиста. Сначала он выполнял функции эксперта, отвечающего за налогово-бюджетную политику в Департаменте страновой политики, откуда он на постоянной и важной основе занимался вопросами налогово-бюджетной реформы и политики в Демократической Республике Конго (ДРК), ранее  Заир, а также вопросами разработки НДС в Марокко. Позднее он стал главным экономистом, возглавляющим всю экономическую работу в департаменте Бразилии, включая внедрение нового НДС в этой стране.
GATT (Генеральное соглашение по тарифам и торговле, далее ГАТТ) и Уругвайский раунд
В марте 1989 года Хесус Сэаде  начал свою карьеру в качестве посла Мексики в ГАТТ, где он руководил и выиграл два важных торговых спора, оба с Соединенными Штатами: против демпинга в цементе и эмбарго на экспорт тунца ; он председательствовал в нескольких комитетах и рабочих группах и очень активно участвовал в переговорах Уругвайского раунда. Эти амбициозные переговоры (1986-94 гг.) вступили в конце 1989 г. в глубокое трехлетнее состояние кризиса, после чего директива ГАТТ была изменена для возможности последней попытки оживить и завершить переговоры.
Новой команде, во главе которой стоял Питер Сазерленд, а Хесус Сэаде  был одним из трех заместителей Генерального директора (ЗГД), удалось успешно завершить переговоры (1993-94 гг.), включая важные дополнительные переговоры, ориентированной на прибыль и обязательства Наименее Развитых Стран (49 беднейших странах мира, согласно определению ООН). Эти переговоры проходили под руководством и под председательством ЗГД Сэаде , что позволило окончательно закрыть переговоры и создать ВТО.
В этот период, когда предпринимались попытки добиться окончательного успеха на переговорах, Сэаде  также руководил подготовкой "Анализа соглашений Уругвайского раунда", который являлся официальным требованием развивающихся стран, и который должен был быть выполнен до завершения переговоров. Для этого был подготовлен углубленный и честный анализа результатов, а не ожидаемый краткий официальный комментарий, который сыграл центральную роль в ослаблении напряженности и в значительной мере способствовал достижению окончательного соглашения.
Переговоры Уругвайского раунда, восьмой раунд ГАТТ (Генерального соглашения по тарифам и торговле), были самыми сложными торговыми и/или экономическими переговорами, которые когда-либо успешно завершались многосторонней торговой системой. В ходе этих переговоров никогда не предлагалось создание новой организации: цель заключалась в достижении ряда важных соглашений по различным вопросам и секторам в рамках самого ГАТТ. Лишь к концу переговоров три члена Совета внесли основное предложение о создании новой организации: ВТО. Соавторами этого предложения выступили Европейское экономическое сообщество (ЕЭС, которое в 1993 году присоединилось к Европейскому союзу), Канада и Мексика, причем последняя из них имела в своем составе представителя "Хесуса Сэаде ".
Во время своего пребывания на посту Постоянного представителя при ГАТТ, посол Сэаде также руководил переговорами о вступлении Мексики в Организацию экономического сотрудничества и развития (ОЭСР) в 1994 году, которая стала первой развивающейся страной, присоединившейся к ней , а также работой в комитетах, в состав которых первоначально входила его страна: по вопросам торговли и конкуренции.
Всемирная торговая организация
В качестве заместителя Генерального директора новой Всемирной торговой организации, самого важного многостороннего органа, созданного после Второй мировой войны, коророго считали как "максимальное усилие по регулированию мировой торговли в истории человечества " , посол Сэаде  непосредственно отвечал за ряд важных секторов, включая отношения ВТО с государственными органами в столицах, деловыми кругами и прессой; отношения между торговлей и финансами (согласованность) и с бреттон-вудскими учреждениями, а также с системой Организации Объединенных Наций; областями развития и профессиональной подготовки; и, в качестве альтернативы, областях администрации и персонала. От имени ВТО он провел переговоры о заключении амбициозного соглашения о сотрудничестве с МВФ на отличных условиях для ВТО, а также со Всемирным банком.
Международный валютный фонд (МВФ)
После тяжелого финансового кризиса в Азии в 1997 году и последовавшего за ним серьезного финансового кризиса, который затронул (под угрозой заражения) все страны развивающегося и переходного мира, посол Сэаде  в 1998 году был приглашен на работу в МВФ в качестве помощника Директора, несущего главную ответственность за работу в связи с крупными финансовыми кризисами в Аргентине, Турции и Бразилии (последняя была координатором крупнейшего на тот момент кредита в истории МВФ): В то время он координировал предоставление крупнейшего в истории МВФ займа - синдицированного кредита "Большой семерки" на сумму 29 млрд. долл. Он также возглавлял работу по массовому облегчению бремени задолженности 15 африканских стран с крупной задолженностью в рамках Инициативы в отношении долга бедных стран с крупной задолженностью (БСКЗ).
После этого он был старшим советником по налогово-бюджетным вопросам, где руководил широкомасштабной технической помощью и другой специализированной работой в Африке, на Ближнем Востоке, в Латинской Америке и Европе; а также курировал работу МВФ по вопросам банковской, налогово-бюджетной и информационной прозрачности, возглавляя операции по обеспечению налогово-бюджетной прозрачности. Посол Сэаде  также отвечает за позицию МВФ по любым возникающим вопросам торговой политики, в том числе в связи с ВТО.
Другие должности
В 1976-1986 гг. был профессором кафедры в Уорикском университете (Великобритания), где основал и руководил Центром исследований экономического развития; директором-основателем Центра экономических исследований в Колледже Мехико; приглашенным профессором на один семестр в Центре перспективных исследований в области прикладной математики экономики планирования (CEPREMAP) в Париже (Франция) и в Институте математики и апликады (IMPA) в Рио-де-Жанейро (Бразилия).
С 1998 по 2010 год одновременно со своей работой в МВФ и в последующий период он был членом Консультативного совета по международному экономическому праву при Школе права Джорджтаунского университета в Вашингтоне, округ Колумбия.
С 2008 по 2014 год был вице-президентом университета Лингнань в Гонконге, а с 2007 по 2016 год - профессором экономики в университете Лингнань. В этот период он был членом консультативных советов секретарей финансовых служб и торговли и промышленности правительства САР Гонконг, а также руководил амбициозным исследованием - проведенным несколькими гонконгскими университетами при официальной поддержке - о Гонконге как о финансовом центре Китая и мира. С 2007 года и по сегодняшний день он играет важную роль в развитии Гонконгской Академии корпоративной ответственности, вице-президентом которой он является.
В 2017 году начал работать помощником вице-президента по глобальным вопросам в Китайском университете Гонконг-Шэньчжэнь в Шэньчжэне, провинция Гуандун, КНР.
В течение 12 лет 2007-2018 гг. он принимал активное участие в официальных, финансовых и деловых форумах в САР Гонконг и Китайской Народной Республике.
Переговоры T-MEC (Договор между Мексикой, Соедененными Штатами и Канадой - Договор USMCA)
После победы нынешнего президента Андреса Мануэля Лопеса Обрадора на выборах 1 июля 2018 года в Мексике д-р Хесус Сэаде  вступил в должность переговорщика по модернизации НАФТА (Североамериканское соглашение о свободной торговле — соглашение о свободной торговле между Канадой, США и Мексикой), первоначально сопровождая переговорную команду правительства бывшего президента Пенья Ньето. Переговоры T-MEC официально завершились 30 сентября 2018 года, а соглашение было подписано в Аргентине 30 ноября 2018 года главами государств: тогдашним президентом Мексики Энрике Пенья Ньето, США Дональдом Трампом и премьер-министром Канады Джастином Трюдо. Однако процесс ратификации в США зашел в тупик, когда контроль в Конгрессе США был изменен на выборах в законодательные органы в ноябре 2018 года. Возникла необходимость в ограниченном возобновлении переговорного процесса для того, чтобы найти решение основных проблем, поставленных демократическим большинством в Конгрессе США, приемлемым и удовлетворительным для трех стран способом.
Президент Лопес Обрадор вновь назначил Хесуса Сэаде главным переговорщиком, уже занимающим пост заместителя министра иностранных дел по делам Северной Америки, главная задача которого будет заключаться в обеспечении того, чтобы любая корректировка того, что было согласовано в ходе переговоров, приносила пользу Мексике, и в содействии ратификации Т-МЕС. возложив на него ответственность за проведение всех торговых переговоров с Соединенными Штатами, в частности в отношении тарифов на экспорт стали и алюминия из Мексики, введенных Соединенными Штатами в соответствии со статьей 232 их Закона о расширении торговли 1962 года (Национальная безопасность), сохранение которого является явным препятствием на пути ратификации Т-МЕС в обеих странах.
После того как в апреле 2019 года было поручено решить эту проблему, которая продолжалась в течение года и нанесла большой ущерб мексиканской сталелитейной и алюминиевой промышленностиCEPREMAP , интенсивные трехнедельные переговоры привели к решению этой проблемы, которое было полностью удовлетворительным для обеих сторон.  Кроме того, после трудных переговоров в течение оставшейся части года, сосредоточенных на требовании многих членов Конгресса о наличии сильных и надежных положений для обеспечения выполнения Мексикой своих обязательств во всех областях договора, было достигнуто соглашение о минимальном вмешательстве в отношении того, что уже было согласовано, центральным результатом которого является явное улучшение ситуации в трех странах-членах: создание правовой, сбалансированной и обязательной системы урегулирования споров между государствами, система, с которой НАФТА никогда не считалась из-за технических проблем, с которыми они тогда столкнулись.
19 июня 2019 года сенат Мексики одобрил Т-МЕС в его первоначально согласованной форме 114 голосами "за", 4 "против" и 3 воздержавшихся, а 12 декабря того же года он большинством в 107 голосов "за", 1 "против" и 0 воздержавшихся утвердил Протокол с поправками. Палата представителей США одобрила законопроект о внедрении Т-MEC 19 декабря 2019 годаCEPREMAPгода 385 голосами "за" и 41 "против", а 16 января 2020 года Сенат США одобрил его 89 голосами "за" и 10 "против". Наконец, 13 марта 2020 года Палата общин и Сенат Канады единогласно приняли законопроект о выполнении договора.
В Мексике Т-МЕС обсуждался в ходе переговоров двумя правительствами с очень разной партийной принадлежностью был одобрен подавляющим большинством; в Соединенных Штатах, в значительной степени затронутыми обеими партиями, он был одобрен огромным большинством в обеих палатах законодательного органа; а в Канаде он был одобрен обеими палатами единогласно. Таким образом, широкий уровень поддержки и виртуального политического консенсуса, которым пользуется новый договор в трех странах, является очевидным и многообещающим.